# Wōshàn-15
Wōshàn-15 (WS-15) – chiński silnik dwuprzepływowy opracowany dla samolotów myśliwskich V generacji J-20, pierwszy silnik lotniczy który faktycznie zakończył zależność chińskich sił powietrznych od silników rosyjskich. W 2024 roku silniki WS-15 są jedynymi, obok amerykańskich silników Pratt & Whitney F119 i F135, pozostającymi w czynnej służbie operacyjnej silnikami lotniczymi spełniającymi wymagania samolotów myśliwskich V generacji. Jednostki napędowe samolotów J-20 zapewniają im ciąg 180 kN z dopalaniem
Prace nad silnikiem rozpoczęto w 2006 roku Instytucie Badawczym Silników Lotniczych Shenyang, w roku 2016 silnik wszedł do fazy testów w locie, zaś jego seryjną produkcję rozpoczęto w Aero Engine Corporation of China w roku 2023. W roku 2024 silniki WS-15 wprowadzone zostały do służby.